# Star Street
Star Street is een Nederlands-Amerikaanse animatieserie die in de begin jaren 90 werd gepubliceerd door het Nederlandse productiehuis Telecable Benelux B.V..
De hoofdrolspelers in de serie zijn roze wezens met een grote neus, gebaseerd op de sterrenbeelden van de westerse dierenriem. De verhalen spelen zich af op een kleine stervormige planeet in het universum.
Het programma was in Nederland te zien geweest op Veronica, Kindernet, Yorin en Pebble TV.

## Karakters
- Ari: Vertegenwoordigt het teken van Ram, dus het heeft horens en ramspoten,
- Flip: Vertegenwoordigt het teken van de Waterman, hij is zwemmer en de dorpsidioot van de serie.
- Leo: Vertegenwoordigt het teken van Leo, hij heeft manen op zijn hoofd en geel op het lichaam waardoor het op een leeuw lijkt.
- Sagi: Vertegenwoordigt het teken Boogschutter, hij heeft een boog en een pijl op zijn rug en een appel op zijn kop
- Bubbles:  Vertegenwoordigt het teken van Vissen, ze heeft vinnen en een vissenstaart in plaats van armen en benen.
- Moon: Vertegenwoordigt het teken van Kreeft, dus het heeft een paar antennes aan elk boveneinde van zijn hoofd en krabklauwen in plaats van handen.
- Cap: Vertegenwoordigt het teken van Steenbok, heeft horens, een sik en geitenpoten .
- Scorpio: Vertegenwoordigt het teken van Schorpioen, dus het heeft een schorpioenstaart. Hij heeft een bril en is een van de weinige kinderen die geen hart in zijn neus heeft.
- Torro: Vertegenwoordigt het teken van Stier, het heeft de hoorns en poten van een stier.
- Virgy: Vertegenwoordigt het teken van Maagd, dus het heeft lang blond haar. Ze is ijdel en een slechte zangeres.
- Libby: Vertegenwoordigt het teken van Weegschaal, in sommige afleveringen wordt hij gezien met een weegschaal.
- Gemo en Gemi: ze vertegenwoordigen het teken van Tweelingen. Het zijn tweelingbroers,

## Stemacteurs
- Doris Baaten
- Marjolein Dekkers
- Lucas Dietens
- Gerry Jonckers
- Guido Jonckers
- Koos van der Knaap
- Johnny Kraaijkamp jr.
- Jan Nonhof
- Corine van Opstal
- Maria Stiegelis